# Red Dawn - Alba rossa
Red Dawn - Alba rossa (Red Dawn) è un film del 2012 diretto da Dan Bradley.
Il film è il remake del film Alba rossa del 1984 diretto da John Milius.

## Trama
Un gruppo di adolescenti statunitensi combatte per salvare il proprio paese dall'invasione di truppe nordcoreane.

## Produzione
Durante la 61ª edizione del Festival di Cannes, nel maggio 2008, Harry Sloan e Mary Parent della Metro-Goldwyn-Mayer annunciarono che il remake di Alba rossa era in fase di pre-produzione.
La regia fu affidata il mese successivo a Dan Bradley, già direttore di seconda unità di film come The Bourne Ultimatum - Il ritorno dello sciacallo, Spider-Man 3, Independence Day e Quantum of Solace; Carl Ellsworth fu scelto come sceneggiatore; successivamente Vincent Newman venne annunciato come produttore.

### Cast
Chris Hemsworth fu scelto come protagonista nel maggio del 2009. Successivamente furono ufficializzati gli altri protagonisti Josh Peck, Adrianne Palicki, Josh Hutcherson, Isabel Lucas, Edwin Hodge e Connor Cruise.

### Riprese
Le riprese del film sono state effettuate nello stato del Michigan (USA) nelle città di Detroit e Pontiac; qualche scena è stata girata anche in California.

## Promozione
L'anteprima del trailer ufficiale è stata diffusa online il 9 agosto 2012 mentre il trailer ufficiale è uscito il giorno seguente.

## Distribuzione
Il film è stato distribuito nelle sale americane il 21 novembre 2012. In Italia non è stato distribuito nei cinema ma è uscito direttamente per il mercato direct to video, mentre il suo primo passaggio televisivo in chiaro è avvenuto su Rai2 il 6 novembre 2015.

### Divieti
Il film è stato vietato ai minori di 13 anni negli Stati Uniti per sequenze di intensa violenza, guerra ed azione, e per il linguaggio scorretto.

## Critica
Sul sito Rotten Tomatoes riceve solo il 15% delle recensioni positive con un voto medio di 3,8 su 10.
Ha ricevuto durante l'edizione dei Razzie Awards 2012 una nomination come Peggior prequel, remake, rip-off o sequel.